# Thổ huyền sâm
Thổ huyền sâm, còn gọi là xuyên huyền sâm, tên khoa học Scrophularia spicata, là một loài thực vật có hoa trong họ Huyền sâm. Loài này được Franch. miêu tả khoa học đầu tiên năm 1900.